# La lluna en directe
La lluna en directe (títol original en anglès: The Dish) és una pel·lícula australiana de Rob Sitch, estrenada el 2000. Ha estat doblada al català.

## Argument
1969: l'home s'afanya a posar el primer peu a la Lluna. Aguantant la respiració, el món espera imatges que, per raons tècniques han de passar per una antena geganta situada a un poble del fi del món a Austràlia. Tot havia d'anar bé, però evidentment…

## Repartiment
- Sam Neill: Cliff Buxton
- Kevin Harrington: Ross 'Mitch' Mitchell
- Tom Long: Glenn Latham
- Patrick Warburton: Al Burnett
- Genevieve Mooy: May McIntyre
- Tayler Kane: Rudi Kellerman
- Bille Brown: El primer ministre
- Roy Billing: Robert 'Bob' McIntyre, l'alcalde
- Andrew S. Gilbert: Len Purvis
- Lenka Kripac: Marie McIntyre
- Matthew Moore: Keith Morrison
- Eliza Szonert: Janine Kellerman
- John McMartin: Howard, l'ambaixador americà
- Carl Snell: Billy McIntyre
- Billy Mitchell: Cameron

## Crítica
- "Comèdia divertida, una delícia viva, plena de calma contagiosa, molt enginyosa, astuta i solidària, que dona gust veure"[3]